# Megachile chapini
Megachile chapini är en biart som först beskrevs av Cockerell 1935.  Megachile chapini ingår i släktet tapetserarbin, och familjen buksamlarbin. Inga underarter finns listade i Catalogue of Life.